# Fluorure de carbonyle
Le fluorure de carbonyle ou  fluorophosgène est un composé chimique  apolaire de formule COF2. Il s'agit d'un gaz incolore hygroscopique plus dense que l'air et extrêmement toxique qui s'hydrolyse au contact de l'eau en libérant notamment du fluorure d'hydrogène HF dissous, c'est-à-dire de l'acide fluorhydrique HF(aq) :
COF2 + H2O → CO2 + HF(aq).

## Production
Le fluorure de carbonyle peut être produit en faisant réagir du phosgène COCl2 avec du fluorure d'hydrogène HF ainsi que par oxydation du monoxyde de carbone CO, cette dernière voie ayant cependant l'inconvénient de conduire souvent au tétrafluorure de carbone CF4 par oxydation excessive ; le difluorure d'argent AgF2 produit cependant une oxydation ménagée qui convient bien à cette réaction :
CO + 2 AgF2 → COF2 + 2 AgF.